# Štítnik
Štítnik (Hongaars: Csetnek) is een Slowaakse gemeente in de regio Košice. Ze maakt deel uit van het district Rožňava en telt 1.506 inwoners. In het verleden was Štítnik een belangrijk mijnstadje.

## Ligging

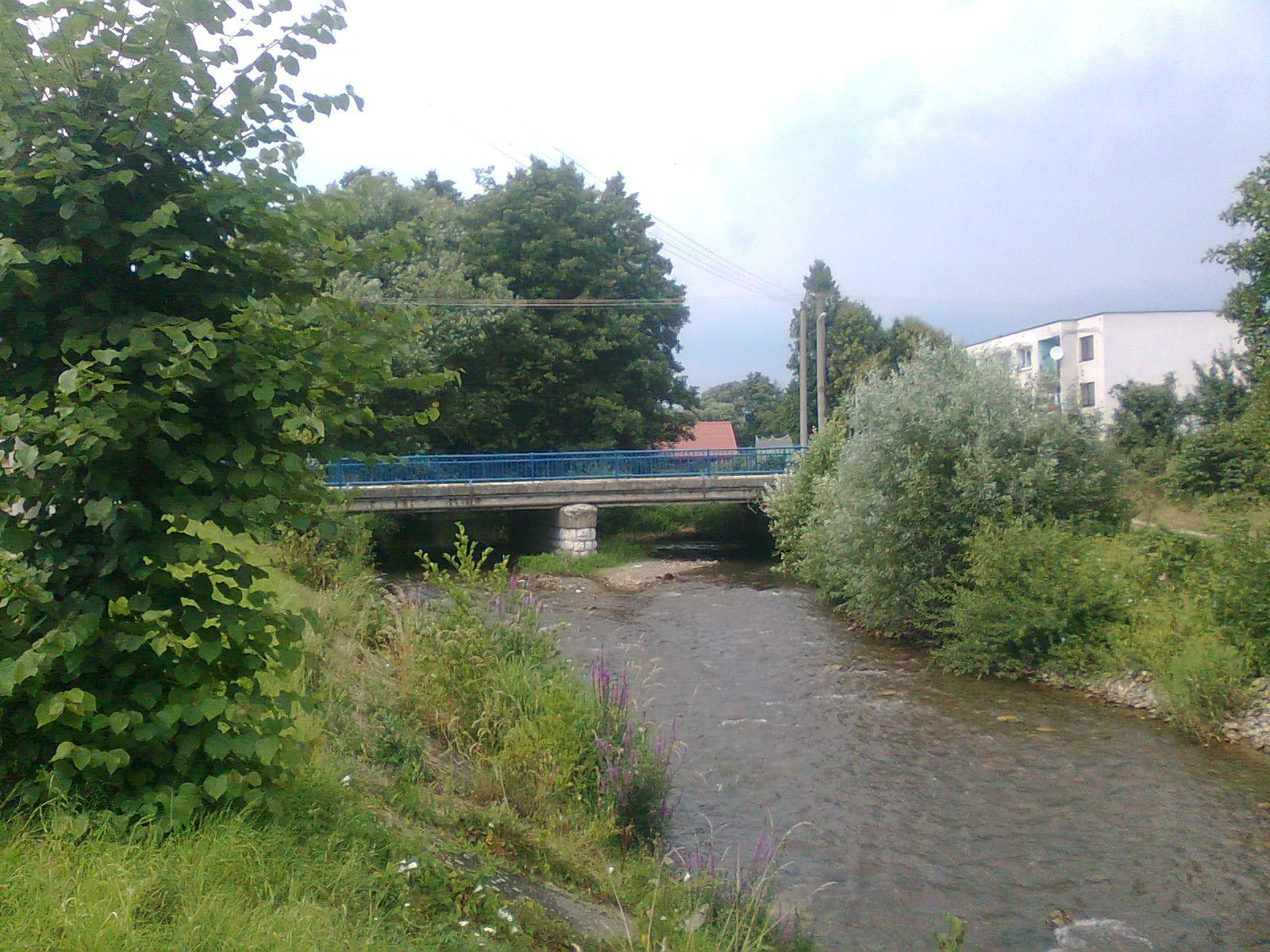
De rivier Štítnik.

De gemeente is gelegen op ongeveer 14 kilometer afstand van Rožňava, op een hoogte van 284 à 345 meter boven de zeespiegel en heeft een oppervlakte van 34,54 km². 

### Straten
Op het grondgebied van Štítnik liggen de volgende straten:
Družstevná, Jarková, Jelšavská, Lesná, Malá maša, Mierová, Mlynská, Nová, Ochtinská, Rožňavská, Školská, Teplická, Tichá, Veľká Maša, Záhradná.

### Waterlopen
De rivier Štítnik, met dezelfde naam als de gemeente, vloeit door het stadscentrum.

## Geschiedenis

### Ontstaan

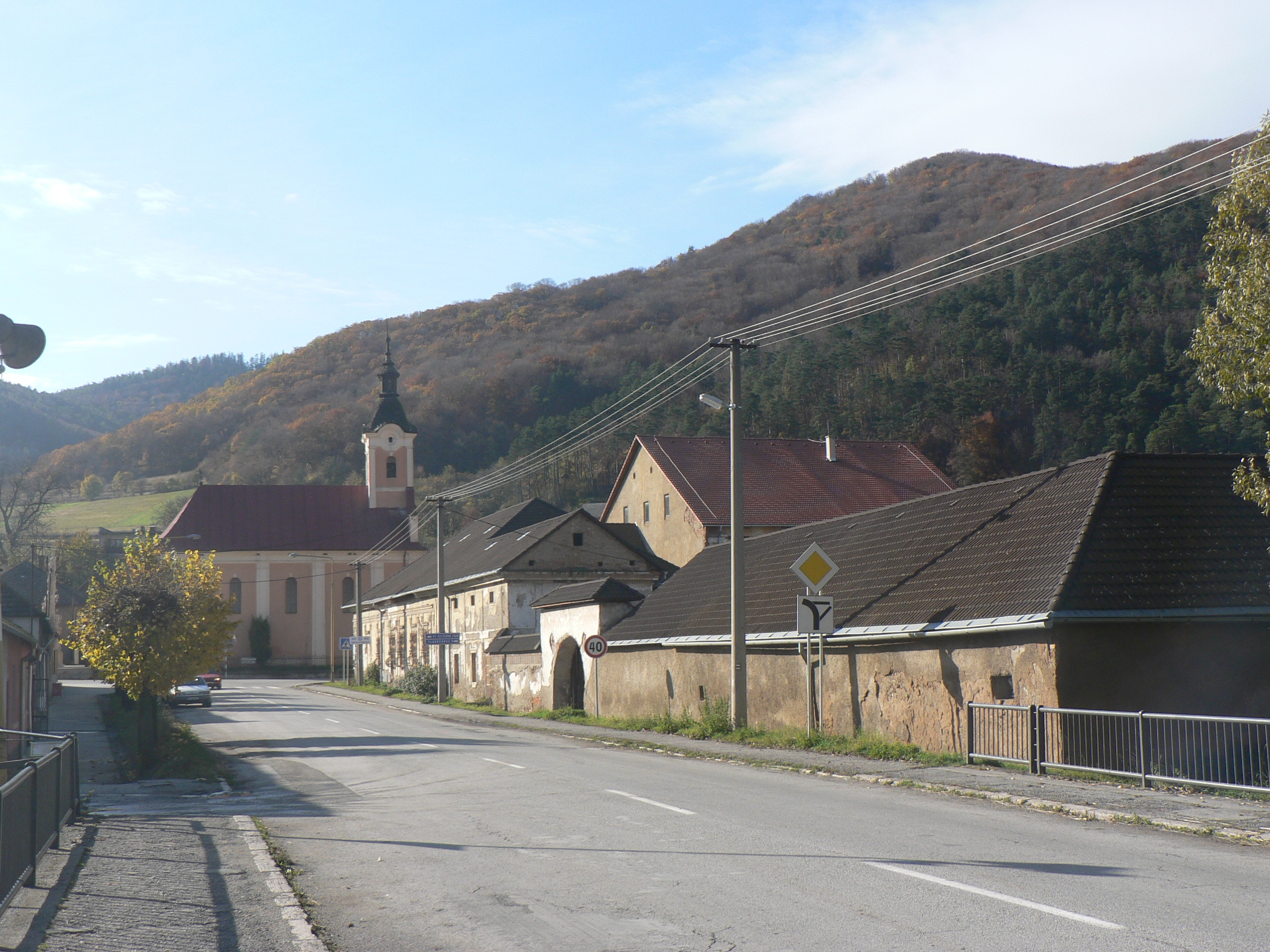
De Judas Thaddeüskerk, gezien vanuit de straat Rožňavská.

Het ontstaan van de nederzetting dateert uit de 12e eeuw.
De naam is afgeleid van het Slowaakse woord štít dat "schild" betekent. Vermoedelijk houdt deze naam verband met de middeleeuwse vervaardiging van schilden en wapens.
Lokale bewoners hielden zich vanaf het begin bezig met het delven van mineralen, ijzererts en koper en de productie van wapens was daarvan wellicht een gevolg.
De nederzetting werd voor het eerst als "Chitnek" vermeld in 1243, in een oorkonde van de Hongaarse koning Béla IV, waarin deze het landgoed schonk aan Dietrich en Filip: twee zonen van Mátyás Bebek. Ipso facto werd Štítnik bestuurd door de familie Bebek en de familieleden die het centrum van Štítnik onder controle hadden werden mettertijd "Heren van Štítnik" genoemd.

### Stadsrechten
In 1328, toen de gemeente was uitgegroeid tot een belangrijke delfplaats voor metalen, kreeg ze stadsrechten van Karel I Robert.
Reeds in 1355 stond er een kerk. Onder invloed van de uit Duitsland afkomstige mijnwerkers bekeerde de bevolking van Štítnik zich in de 16e eeuw grotendeels tot het lutheranisme.
Nadat de gemeente een vrouw genaamd Mária Vozár tot 300 zweepslagen had veroordeeld, trok koningin Maria Theresia in 1759 de stadsrechten in.
Achteraf, na het overlijden van deze koningin, werden door haar zonen de rechten hersteld:
- in 1781 door Keizer Jozef II, en
- in 1791 door Keizer Leopold II.

### Epidemieën

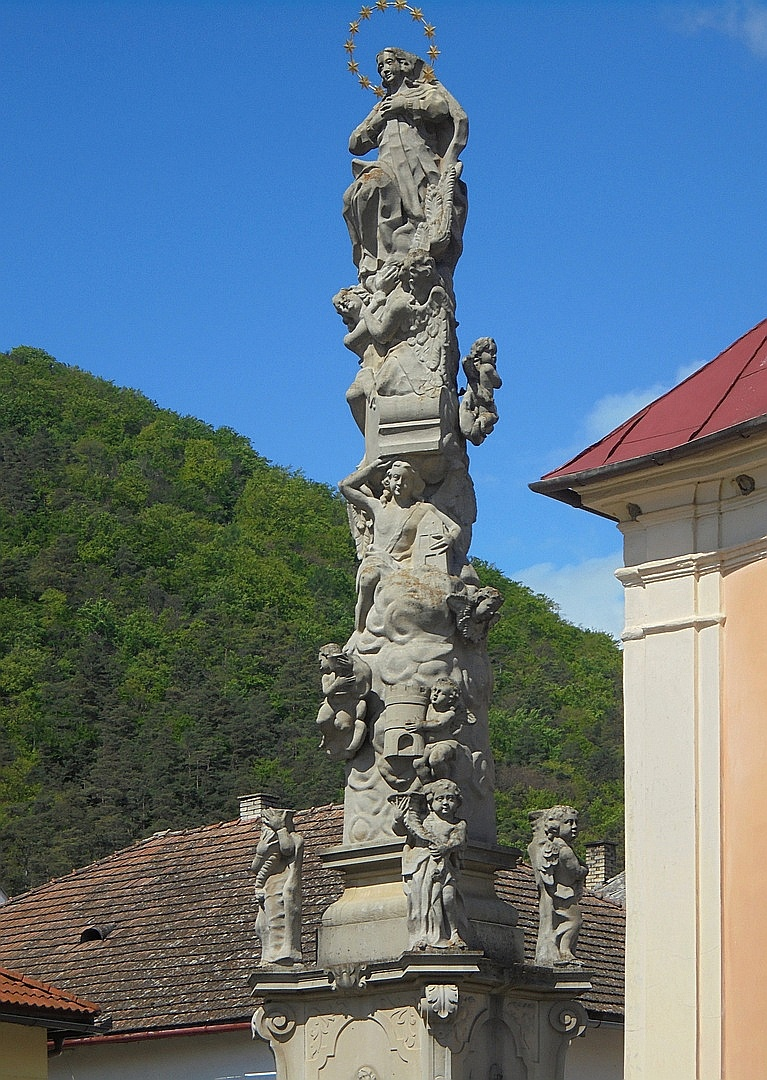
De pestzuil Immaculata tegenover de Judas Thaddeüskerk.

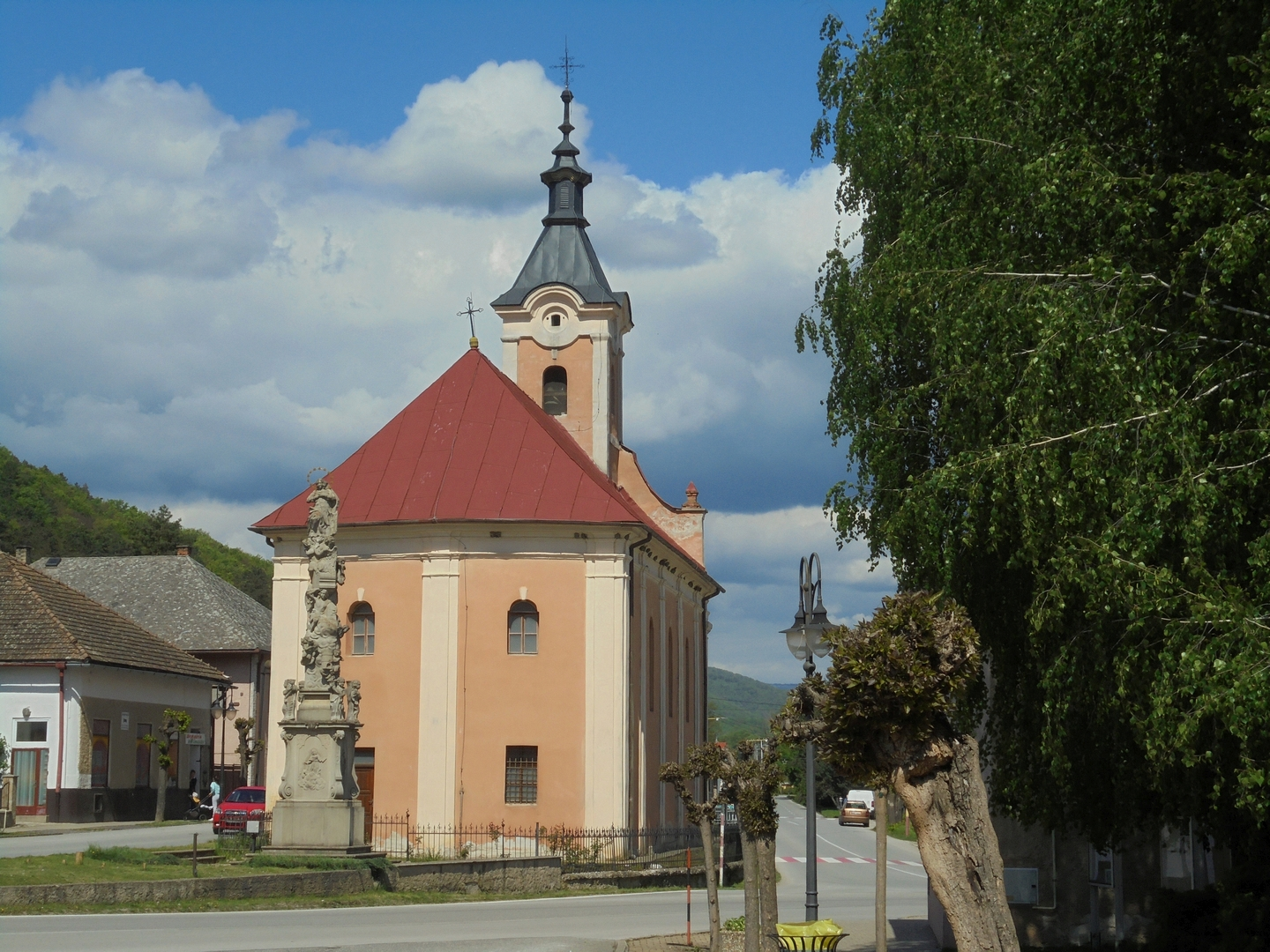
De Rooms-katholieke Judas Thaddeüskerk, gezien vanop het centraal pleintje.

Bij herhaling veroorzaakten pestepidemies veel doden: in 1555, 1710 en 1739. In dit laatste jaar telde men 1.700 slachtoffers.
Tegenover het koor van de Judas Thaddeüskerk werd in 1754 een barokke pestkolom Immaculata - Maria Hemelvaart gebouwd naar aanleiding van de uitgebroken epidemieën. Deze zuil werd gerenoveerd in 2005.

### Nijverheid
De gilden van schoenmakers, laarzenmakers, kleermakers en slagers ontstonden vanaf de 17e eeuw terwijl andere inwoners groenten, graan, wijn, zout en tabak verhandelden.
In de 19e eeuw kende de plaatselijke metaalindustrie een sterke groei: ijzersmelterijen en werkplaatsen zagen het licht. In 1832 werd een koper- en ijzerverwerkingsfabriek opgericht, die tot het begin van de 20e eeuw actief was.

### Rampen
De kwetsbaarheid van de toentertijd houten woningen eiste haar tol in Štítnik: in het begin van de 19e eeuw, anno 1803, verwoestte een brand het merendeel van de huizen.

### Politiek
Vóór de oprichting van de onafhankelijke staat Tsjecho-Slowakije in 1918, was Štítnik een stad binnen het comitaat Gömör és Kis-Hont van het Koninkrijk Hongarije.
Na de Eerste Wereldoorlog, maakte ze van 1939 tot 1945 deel uit van de Eerste Slowaakse Republiek en werd ze bestuurd door de Tsjecho-Slowaakse regering in ballingschap.
Na de Tweede Wereldoorlog, toen de grens tussen Hongarije en Tsjecho-Slowakije hertekend werd, werden de aan Hongarije gerelateerde inwoners genadeloos uit hun woningen en uit het land verdreven, in toepassing van de Tsjechoslowaaks-Hongaarse bevolkingsruil.

## Openbaar vervoer

### Treinen
Štínik ligt aan spoorlijn 166 (Plešivec-Slavošovce). Er zijn twee stations:
- Štínik
- Štítnik mesto.

Sedert 2 februari 2003 worden deze stations echter niet meer bediend door reizigerstreinen.
Anno 2024 zijn de dichtstbijzijnde stations voor passagiersvervoer:
- station Plešivec (afstand: ± 14,9 km) (adres: Zeleznicná ulica, Plešivec),
- station Rožňava (afstand: ± 15,6 km) (adres: Zelezničná ulica 3011 Brzotin Kosicky 049 51 Rožňava).

### Autobus
Een openbare autobusdienst verbindt het centrum van Štínik met onder meer het autobusstation in Rožňava.

## Bezienswaardigheden

### Lutherse kerk

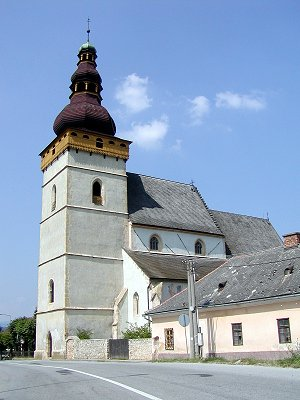
De Lutherse kerk
(Europees erfgoed)

De Lutherse kerk is een basiliek in gotische stijl, bestaande uit een middenbeuk, twee zijbeuken, een koor en een toren. Ze dateert waarschijnlijk uit de 13e eeuw, vermits er in 1786 melding werd gemaakt van het feit dat het jaartal 1286 zichtbaar was op een stenen koffer die naderhand verwijderd werd.
De kerk staat op de plaats van een ouder romaans gebouw uit de 13e eeuw en had een belangrijke band met de Heren van Štítnik.
Het interieur is versierd met de grootste collectie middeleeuwse muurschilderingen in Slowakije. De oudste fresco's dateren uit de 14e eeuw, de jongere uit de late 15e en vroege 16e eeuw. Ze zijn gemaakt door Italiaanse renaissancekunstenaars. De gotische - en barokstijl zijn eveneens vertegenwoordigd.
De gotische doopvont dateert uit 1454.
Het altaar is gebouwd in renaissancestijl en is verfraaid met een maniëristisch schilderwerk. De altaarschilderijen worden toegeschreven aan Hans von Aachen (° 1552 - † 1615), die hofschilder was van keizer Rudolf II. 
In de 15e eeuw werd de kerk uitgebreid. Het oudste orgel van Slowakije, gebouwd in 1492, functioneert hier en de uitrusting ervan is grotendeels origineel uit de renaissancetijd.
Er zijn ook tal van grafmonumenten, gotische grafstenen en middeleeuwse grafschriften uit de renaissanceperiode.
De gevels van de kerk zijn gekenmerkt door steunpilaren en boogramen. Op de zuidelijke gevel ziet men een fresco dat Sint-Christoffel voorstelt.
Naast de kerk stond ooit het klooster van de Paulisten, waarvan de fundamenten op het einde van de 19e eeuw nog zichtbaar waren.
De kerk werd geklasseerd als "Europees erfgoed".

### Judas Thaddeüskerk

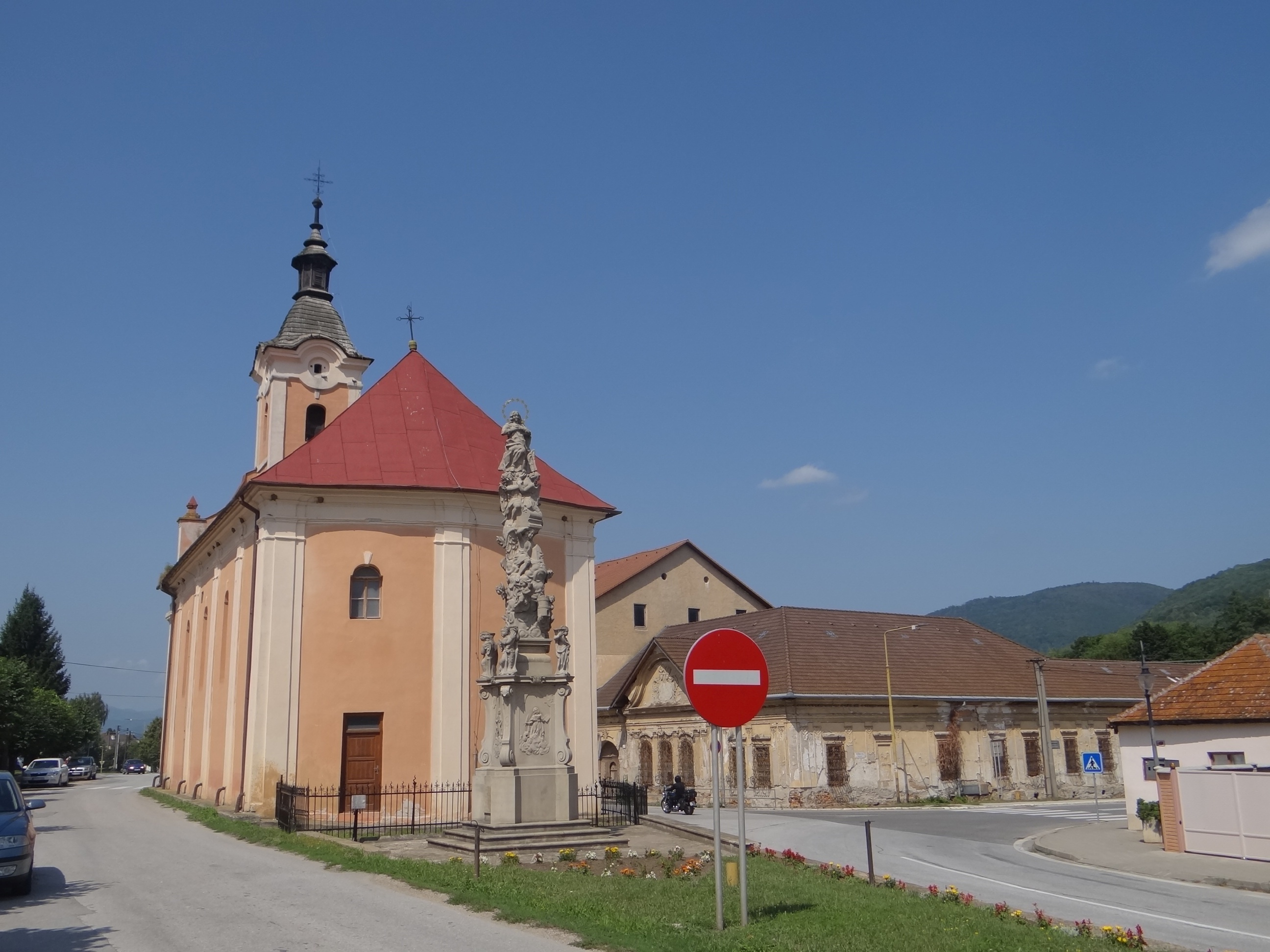
Rooms-katholieke Judas Thaddeüskerk

Dit rooms-katholiek bedehuis in barokstijl, met priesterkoor en toren, is gewijd aan Judas Thaddeüs. Het werd in de overwegend evangelische stad gebouwd in opdracht van koningin Maria Theresia, in de periode van 1749 tot 1753. In 1896 onderging het veranderingen.

### Middeleeuws kasteel
Van een middeleeuws kasteel zijn twee bastions bewaard gebleven. Het bouwwerk werd opgetrokken omstreeks 1432 en behoorde indertijd toe aan de Heren van Štítnik. In de loop der eeuwen wisselden de eigenaren: de families Horváths, Bakos, Andrássy, Thököly en Rokfaluss kwamen elk op hun beurt in het bezit van het gebouw. In 1700 waren het de Rákócs, daarna weer Andrássy en Szontagh...
Aan het begin van de 19e eeuw werd een gedeeltelijke classicistische verbouwing uitgevoerd. 

### Monumenten

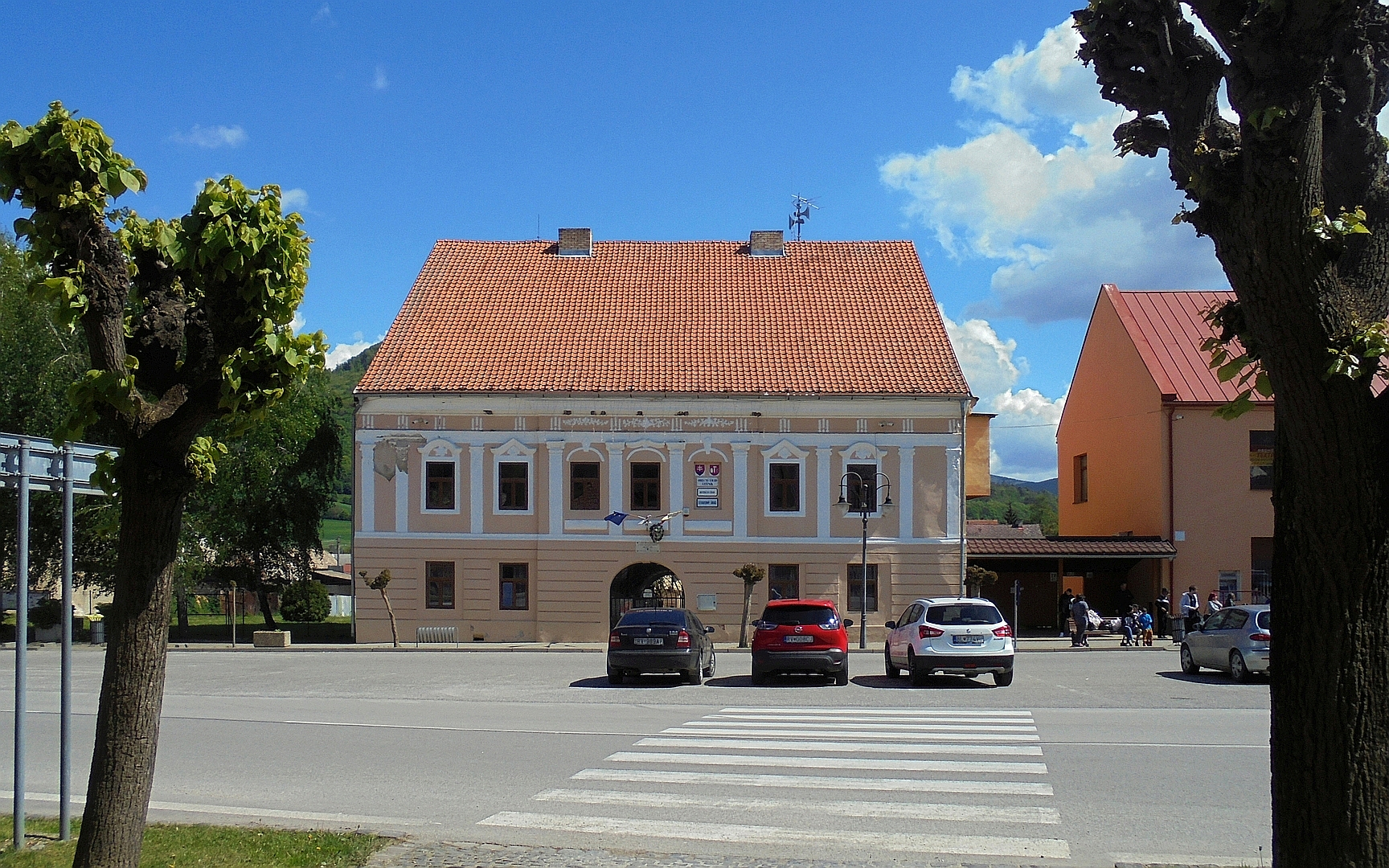
Het stadhuis uit de 16e eeuw.

Verscheidene historische monumenten zijn in de stad bewaard gebleven: 
- landhuis van Šebek in rococostijl
- landhuis van Sárkány
- monument voor de Slowaakse Nationale Opstand. Dit monument staat op het plein, ten noorden van de Lutherse kerk.
- stadhuis: een van oorsprong driedelig renaissancegebouw uit de 16e eeuw met twee verdiepingen. Het werd verbouwd in de 18e en 19e eeuw. De huidige gevel is classicistisch. De ramen hebben driehoekige of halfronde frontons en de kroonlijst is verfraaid met een decoratieve fries.
- graf van István Gyöngyösi (° 1629 – † 1704). Deze Hongaarse dichter werkte en overleed in Štínik. Zijn graf bevindt zich op de stedelijke begraafplaats. De grafsteen werd in 2004 gerenoveerd.

## Bevolking

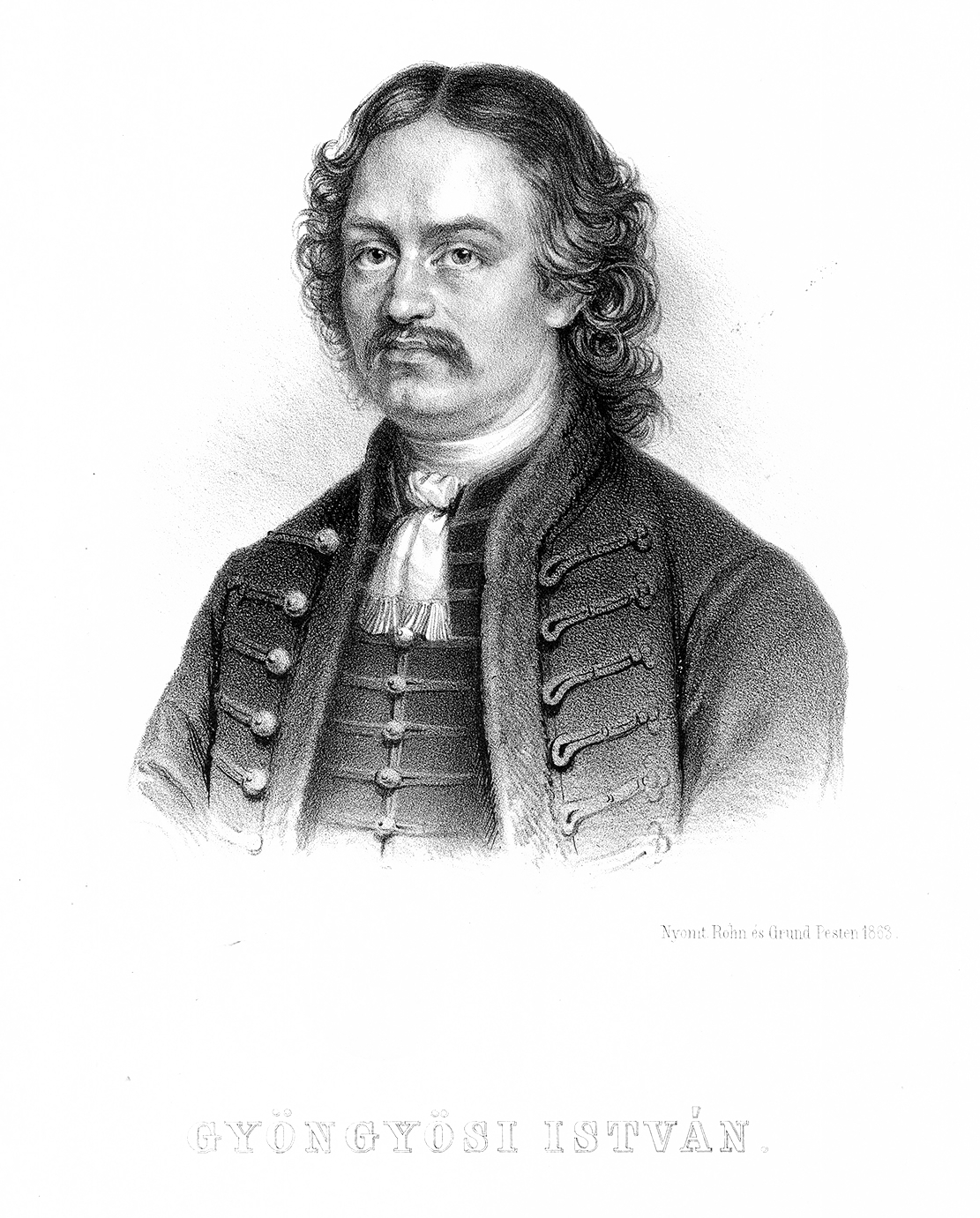
István Gyöngyösi
(° 1629 – † 1704)

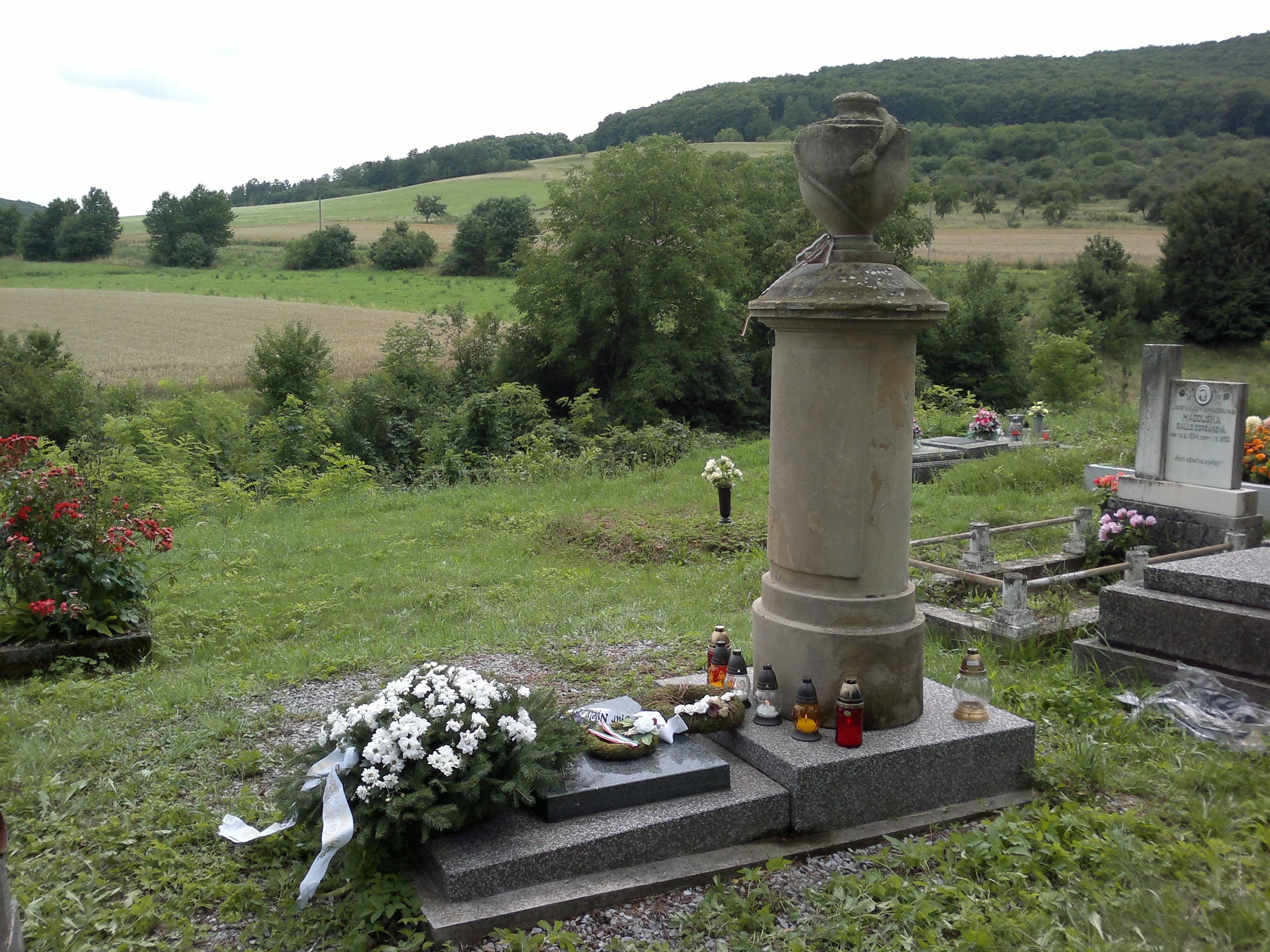
Het graf van István Gyöngyösi op de stedelijke begraafplaats.

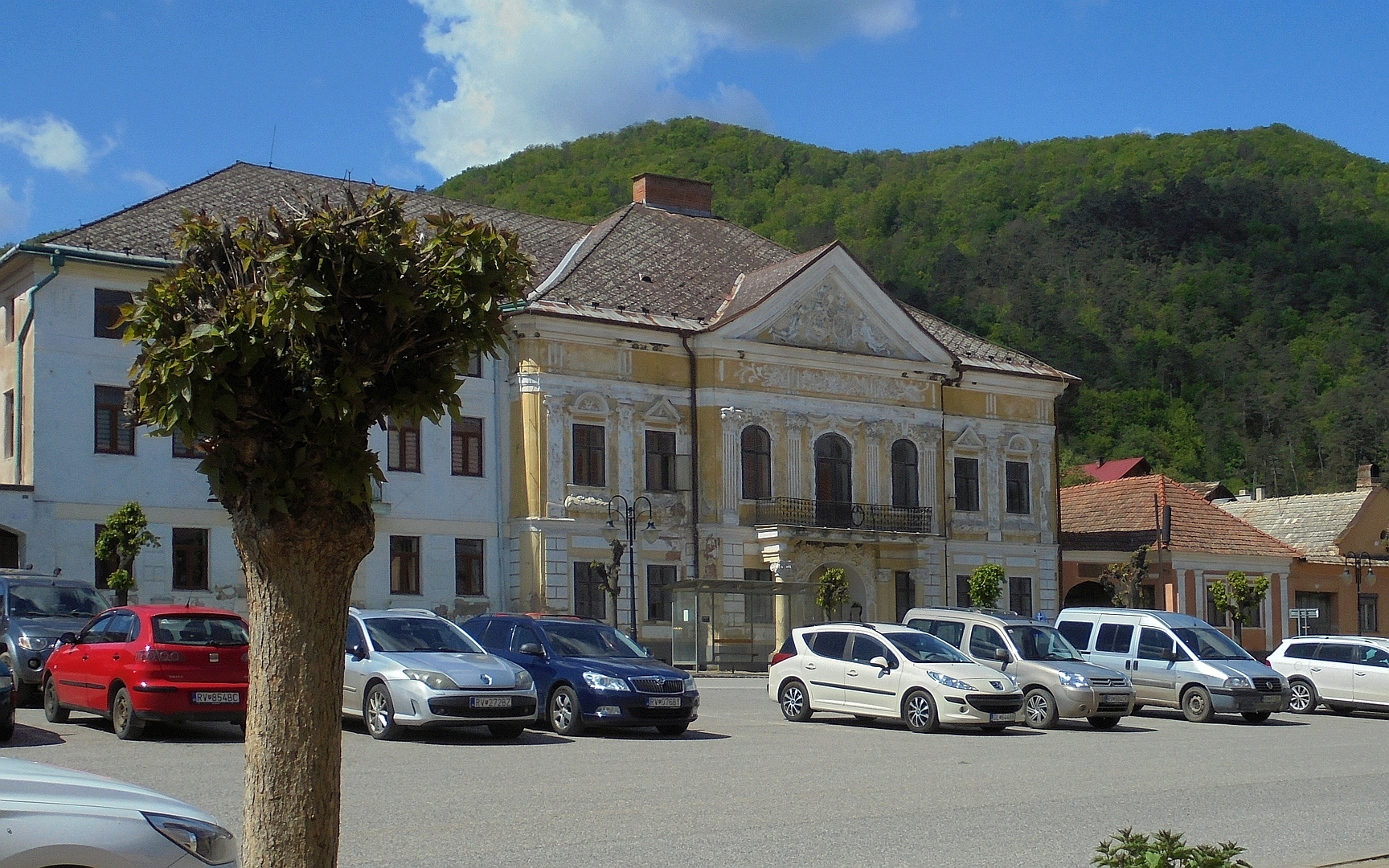
Monumentaal gebouw.

### Bekende burgers

#### Ingeboren
- Filosoof Gustáv Szontágh (° 1793 - † 1858),
- András Vandrák (° 1807 - † 1884), doctor in de geesteswetenschappen, leraar aan een evangelische universiteit, pedagogisch schrijver, filosoof, corresponderend lid van de Hongaarse Academie van Wetenschappen,
- Schilder Viktor Madarász (° 1830 - † 1917).

#### Ingezeten
- Samuel Antoni (° 1669 – † 1738), evangelische autoriteit,
- Andrej Vandrák (° 1807 – † 1884), leraar aan het Evangelisch College, filosoof en lid van de Hongaarse Academie van Wetenschappen,
- Viktor Madarász (° 1830 – † 1917) won als eerste Hongaarse schilder in 1860 de gouden medaille van het "Salon annuel de Paris" voor schilderijen,
- Ctibor Štítnický (° 1922 – † 2002), dichter en vertaler.

#### Werkten hier
- István Gyöngyösi (° 1629 – † 1704), Hongaarse dichter,
- Juraj Ambrozi, (* 1694 – † 1746), schrijver, evangelische priester en kerkelijk functionaris.

### Demografie
| Jaar | Aantal inwoners | Demografie                                     |
| ---- | --------------- | ---------------------------------------------- |
| 1837 | 2.274           |                                                |
| 1890 | 1.482           | • Slowaken: 653 • Hongaren: 728                |
| 1900 | 1.535           | • Slowaken: 622 • Hongaren: 824                |
| 1910 | 1.474           | • Slowaken: 778 • Duitsers: 22 • Hongaren: 598 |
| 1921 | 1.349           | • Tsjecho-Slowaken: 666 • Hongaren: 600        |
| 1930 | 1.461           | • Tsjecho-Slowaken: 963 • Hongaren: 292        |
| 1970 | 1.641           | • Slowaken: 1.611 • Hongaren: 21               |
| 1980 | 1.558           | • Slowaken: 1.512 • Hongaren: 38               |
| 1991 | 1.490           | • Slowaken: 1.397 • Hongaren: 32               |
| 2001 | 1.523           | • Slowaken: 1.401 • Hongaren: 25               |
| 2011 | 1.544           | • Slowaken: 1.293 • Roma: 22 • Hongaren: 20    |
| 2021 | 1.478           | • Slowaken: 1.391 • Roma: 24 • Hongaren: 23    |